# Hello, Melody
《Hello, Melody》是韓國男子音樂組合BTOB的首次單獨演唱會，分別於2014、2015年在韓國首爾及釜山舉辦共三場演唱會。

## 簡介
- 演出人員：徐恩光、李旼赫、李昌燮、任炫植、Peniel、鄭鎰勳、陸星材

### 首爾場
- 主辦單位：Cube娛樂
- 售票單位：INTERPARK
- 觀賞人次：約6,000+人（首爾場，單場約3,000人）

### 釜山場
- 主辦單位：Cube娛樂
- 售票單位：INTERPARK
- 觀賞人次：約1,800+人

## 背景
2014年9月19日，Cube娛樂通過官方Twitter宣布BTOB於同年10月31日、11月1日連續兩日於韓國首爾奧林匹克公園奧林匹克Hall舉行首次單獨演唱會《Hello, Melody》。
首爾場演唱會中邀請韓國女歌手、同時也是成員鎰勳親姊姊JOO擔任演唱會特別嘉賓。
2015年3月11日，宣布2015年4月4日於釜山KBS廳舉行該主題的第三場演唱會。
演唱會的串場VCR邀請Apink成員初瓏以在電視劇《九數少年》中飾演的角色「韓秀兒」特別演出。

## 場次
| 日期           | 國家 | 站次      | 舉行地點                 |
| 2014年10月31日 |      | 首爾      | 奧林匹克公園奧林匹克Hall |
| 2014年11月1日  |      | 首爾      | 奧林匹克公園奧林匹克Hall |
| 2015年4月4日   | 釜山 | 釜山KBS廳 |                          |

## 演唱曲目
按演出曲序排列
1. WOW
2. Thriller
3. 嘀嘀叭叭
4. Happening
5. You're So Fly
6. 結束了嗎
7. 應該過得不錯吧
8. 秘密（Insane）
9. Born To Beat（除Peniel）
10. Solo Dance Stage / Peniel
11. 奪走那雙唇
12. 當我還屬於你時
13. 不知道 / Vocal Line
14. 妳是我的天使 / Rap Line Feat. JOO
15. Love / JOO Feat. Piano：鎰勳
16. Solo Piano Stage / 鎰勳
17. Do You Know How I Am? / 旼赫（Huta）
18. 拜託 / 星材 （原唱：李素羅）
19. 就像那天一樣 / 恩光
20. Gentlemen / 恩光 & 星材 （原唱：PSY）
21. 我只知道愛（Lover Boy）
22. 星
23. 不會結束的（Melody）/ Rap Line （原曲為Vocal Line演唱）
24. Hello Mello / Vocal Line （原曲為Rap Line演唱）
25. Shake It
26. 第二次告白
27. Catch Me
28. Hello

1. WOW
2. Thriller
3. 嘀嘀叭叭
4. Happening
5. You're So Fly
6. 結束了嗎
7. 一口
8. 秘密（Insane）
9. Born To Beat （除Peniel）
10. Solo Dance Stage / Peniel
11. 奪走那雙唇
12. 我只知道愛（Lover Boy）
13. 不知道 / Vocal Line
14. 妳是我的天使 / Rap Line Feat. 炫植 （白雪公主）
15. Unit Stage / 旼赫 & 鎰勳
16. Uptown Funk / 昌燮 Feat. 炫植、鎰勳
17. 記憶的習作 / 星材 （原唱：金東律）
18. 就像那天一樣 / 恩光
19. Gentlemen / 恩光 & 星材 （原唱：PSY）
20. 不要哭
21. 星
22. 不會結束的（Melody）/ Rap Line （原曲為Vocal Line演唱）
23. Hello Mello / Vocal Line （原曲為Rap Line演唱）
24. Shake It
25. Catch Me
26. Hello

## DVD
1. WOW
2. 스릴러 (Thriller)
3. 뛰뛰빵빵 (嘀嘀叭叭)
4. HAPPENING
5. 넌 감동이야 (You're So Fly)
6. 끝난 건가요 (結束了嗎)
7. 잘 지내겠죠 (應該過得不錯吧)
8. 비밀 (INSANE) (秘密（Insane）)
9. BORN TO BEAT
10. 그 입술을 뺏었어 (奪走那雙唇)
11. 내가 니 남자였을 때 (當我還屬於你時)
12. 몰라 (不知道)
13. 넌 나의 천사 + 세레나데 (妳是我的天使 + Love)
14. DO YOU KNOW WHO I AM?
15. 제발 (拜託)
16. 그때 그날처럼 (就像那天一樣)
17. 사랑밖에 난 몰라 (我只知道愛（Lover Boy）)
18. 별 (星)
19. 끝나지 않을 (MELODY) (不會結束的（Melody）)
20. HELLO MELLO
21. SHAKE IT
22. 두 번째 고백 (第二次告白)
23. CATCH ME + 여보세요 (Catch Me + Hello)

1. POSTER SHOOTING SKETCH
2. VCR SHOOTING SKETCH
3. PRACTICE SKETCH
4. REHEARSAL SKETCH
5. BACKSTAGE SKETCH

## 外部連結
- CUBE 韓國官方網站
- BTOB 日本官方網站